# Sly (film)
Sly är en amerikansk dokumentärfilm. Filmen hade sin världspremiär på Toronto Film Festival den 10 september 2023 och hade premiär på Netflix den 3 november 2023. Filmen är regisserad av Thom Zimny.

## Handling
Filmen handlar om Sylvester Stallone och hans nära 50 år långa karriär som skådespelare, och kretsar lika mycket kring personen Sly som de karaktärer han gestaltat.

## Medverkande (i urval)
- Sylvester Stallone
- Quentin Tarantino
- Arnold Schwarzenegger
- Talia Shire
- Henry Winkler
- Frank Stallone Jr
- Scarlet Rose Stallone